# 2024 en boxe anglaise
| Années de la boxe anglaise : 2021 - 2022 - 2023 - 2024 - 2025 - 2026 - 2027    |
| Décennies de la boxe anglaise : 1990 - 2000 - 2010 - 2020 - 2030 - 2040 - 2050 |

Résumé de l'année 2024 en boxe anglaise.

## Boxe professionnelle

### Janvier
13/01 : Artur Beterbiev (20-0, 20 KO), champion poids mi-lourds IBF, WBO et WBC, bat par arrêt de l’arbitre au 7e round Callum Smith (29-2, 21 KO).

23/01 : Kenshiro Teraji (23-1, 14 KO), champion poids mi-mouches WBA et WBC, bat aux points Carlos Canizales (26-2-1, 19 KO).

23/01 : Artem Dalakian (22-1, 15 KO), champion poids mouches WBA, perd aux points contre Seigo Yuri Akui (19-2-1, 11 KO).

27/01 : Oscar Collazo (9-0, 7 KO), champion poids pailles WBO, bat par arrêt de l’arbitre au 3e round Reyneris Gutierrez (10-2, 2 KO).

### Février
08/02 : Teófimo López (20-1, 13 KO), champion poids super-légers WBO, bat aux points Jamaine Ortiz (17-2-1, 8 KO).

16/02 : Adrian Curiel (24-5-1, 5 KO), champion poids mi-mouches IBF, perd par arrêt de l’arbitre au 10e round contre Sivenathi Nontshinga (13-1, 10 KO).

16/02 : O'Shaquie Foster (22-2, 12 KO), champion poids super-plumes WBC, bat aux points Abraham Nova (23-2, 13 KO).

24/02 : Alexandro Santiago (28-4-5, 14 KO), champion poids coqs WBC, perd par arrêt de l'arbitre au 6e round contre Junto Nakatani (27-0, 20 KO).

24/02 : Takuma Inoue (19-1, 5 KO), champion poids coqs WBA, bat par KO au 9e round Abraham Nova (34-4-2, 23 KO).

24/02 : Kosei Tanaka (20-1, 11 KO) bat aux points Christian Bacasegua Rangel (22-5-2, 9 KO) pour le gain du titre vacant de champion poids super-mouches WBO.

### Mars
02/03 : Jonathan González (28-3-1, 14 KO), champion poids mi-mouches WBO, bat aux points Rene Santiago (12-4, 9 KO).

02/03 : Luis Alberto Lopez (30-2, 17 KO), champion poids plumes IBF, bat par arrêt de l’arbitre au 8e round Reiya Abe (25-4-1, 10 KO).

02/03 : Raymond Ford (15-0-1, 8 KO), bat par arrêt de l'arbitre au 12e round Otabek Kholmatov (12-1, 11 KO) pour le gain du titre vacant de champion poids plumes WBA.

08/03 : Israil Madrimov (10-0-1, 7 KO), bat par arrêt de l'arbitre au 5e round Magomed Kurbanov (25-1, 13 KO) pour le gain du titre vacant de champion poids super-welters WBA.

08/03 : Rey Vargas (36-1-1, 22 KO), champion poids plumes WBC, fait match nul contre Nick Ball (19-0-1, 11 KO).

30/03 : Arsen Goulamirian (27-1, 19 KO), champion poids lourds-légers WBA, perd aux points contre Gilberto Ramirez (46-1, 30 KO).

30/03 : Erislandy Lara (30-3-3, 18 KO), champion poids moyens WBA, bat par KO au 2e round Michael Zerafa (31-5, 19 KO).

30/03 : Sebastian Fundora (21-1-1, 13 KO) bat aux points Tim Tszyu (24-1, 17 KO) pour le gain du titre vacant de champion poids super-welters WBC.

30/03 : Rolando Romero (15-2, 13 KO), champion poids super-légers WBA, perd son titre par arrêt de l'arbitre au 8e round contre Isaac Cruz (26-2-1, 18 KO).

31/03 : Yudai Shigeoka (8-1, 5 KO), champion poids pailles WBC, perd aux points contre Melvin Jerusalem (24-3, 12 KO).

31/03 : Ginjiro Shigeoka (11-0, 9 KO), champion poids pailles IBF, bat par KO au 2e round Jake Amparo (14-6-1, 3 KO).

### Avril
06/04 : Bakhram Murtazaliev (22-0, 16 KO) bat par KO au 11e round Jack Culcay (33-5, 14 KO) pour le gain du titre vacant de  champion poids super-welters IBF.

### Mai
04/05 : Emmanuel Rodriguez (22-3, 13 KO), champion poids coqs IBF, perd aux points contre Ryosuke Nishida (9-0, 1 KO).

04/05 : Canelo Álvarez (61-2-2, 39 KO), champion poids super-moyens unifié, bat aux points Jaime Munguia (43-1, 34 KO).

06/05 : Naoya Inoue (27-0, 24 KO), champion poids super-coqs unifié, bat par arrêt de l'arbitre au 6e round Luis Nery (35-2, 27 KO).

06/05 : Takuma Inoue (20-1, 5 KO), champion poids coqs WBA, bat aux points Sho Ishida (34-4, 17 KO).

06/05 : Jason Moloney (27-3, 19 KO), champion poids coqs WBO, perd aux points contre Yoshiki Takei (9-0, 8 KO).

12/05 : Vasyl Lomachenko (18-3, 12 KO), remporte le titre vacant de champion poids légers IBF en battant George Kambosos Jr. (21-3, 10 KO) par arrêt de l'arbitre au 11e round.

18/05 : Denys Berinchyk (19-0, 9 KO),  remporte le titre vacant de champion poids légers WBO en battant aux points Emanuel Navarrete (38-2-1, 31 KO).

18/05 : Oleksandr Usyk (22-0, 14 KO), champion poids lourds WBA, WBO et IBF, bat aux points Tyson Fury (34-1-1, 24 KO), champion WBC.

18/05 : Jai Opetaia (25-0, 19 KO),  remporte le titre vacant de champion poids lourds-légers IBF en battant aux points Mairis Briedis (28-3, 20 KO).

18/05 : Joe Cordina (17-1, 9 KO), champion poids super-plumes IBF, perd par arrêt de l'arbitre au 8e round contre Anthony Cacace (22-1, 8 KO).

### Juin
01/06 : Raymond Ford (15-1-1, 8 KO), champion poids plumes WBA, perd aux points contre Nick Ball (20-0-1, 11 KO).

07/06 : Oscar Collazo (10-0, 7 KO), champion poids pailles WBO, bat aux points Gerardo Zapata (14-2-1, 5 KO).

15/06 : Gervonta Davis (30-0, 28 KO), champion poids légers WBA, bat par KO au 8e round Frank Martin (18-1, 12 KO).

15/06 : Carlos Adames (24-1, 18 KO) bat aux points Terrell Gausha (24-4-1, 12 KO) pour le titre de champion poids moyens WBC.

15/06 : Subriel Matías (20-2, 20 KO), champion poids super-légers IBF, perd aux points contre Liam Paro (25-0, 15 KO).

15/06 : Chris Billam-Smith (20-1, 13 KO), champion poids lourds-légers WBO, bat aux points Richard Riakporhe (17-1, 13 KO).

22/06 : Rafael Espinoza (25-0, 21 KO), champion poids plumes WBO, bat par arrêt de l’arbitre au 4e round Sergio Chirino Sanchez (22-2, 13 KO).

28/06 : Lamont Roach (25-1-1, 10 KO), champion poids super-plumes WBA, bat arrêt de l'arbitre au 8e round Feargal McCrory (16-1, 8 KO).

29/06 : Juan Francisco Estrada (44-4, 28 KO), champion poids super-mouches WBC, perd par KO au 7e round contre Jesse Rodriguez Franco (20-0, 13 KO).

29/06 : Teófimo López (21-1, 13 KO), champion poids super-légers WBO, bat aux points Steve Claggett (38-8-2, 26 KO).

### Juillet
06/07 : Shakur Stevenson (22-0, 10 KO), champion poids légers WBC, bat aux points Artem Harutyunyan (12-2, 7 KO).

06/07 : O'Shaquie Foster (22-3, 12 KO), champion poids super-plumes WBC, perd aux points contre Robson Conceicao (19-2-1, 9 KO).

07/07 : Kazuto Ioka (31-3-1, 16 KO), champion poids super-mouches WBA, perd aux points contre Fernando Daniel Martinez (17-0, 9 KO), champion IBF.

13/07 : Jaron Ennis (32-0, 29 KO) bat David Avanesyan (30-5-1, 18 KO) par abandon au 5e round pour le titre de champion poids welters IBF.

20/07 : Junto Nakatani (28-0, 21 KO), champion poids coqs WBC, bat par KO au premier round Vincent Astrolabio (19-5, 14 KO).

20/07 : Anthony Olascuaga (7-1, 5 KO) bat Riku Kano (22-5-2, 11 KO) pour le gain du titre vacant de champion poids mouches WBO.

28/07 : Ginjiro Shigeoka (11-1, 9 KO), champion poids pailles IBF, perd par arrêt de l'arbitre au 9e round contre Pedro Taduran (17-4-1, 13 KO).

### Août
03/08 : Isaac Cruz (26-2-1, 18 KO), champion poids super-légers WBA, perd aux points contre José Valenzuela (14-2, 9 KO).

03/08 : Israil Madrimov (10-1-1, 7 KO), champion poids super-welters WBA, perd aux points contre Terence Crawford (41-0, 31 KO).

09/08 : Ángel Ayala (18-0, 8 KO) bat Dave Apolinario (20-1, 14 KO) par KO au 6e round pour le gain du titre vacant de champion poids mouches IBF.

10/08 : Luis Alberto Lopez (30-3, 17 KO), champion poids plumes IBF, perd par KO au 10e round contre Angelo Leo (25-1, 12 KO).

### Septembre
03/09 : Naoya Inoue (28-0, 25 KO), champion poids super-coqs unifié, bat par arrêt de l'arbitre au 7e round TJ Doheny (26-5, 20 KO).

03/09 : Yoshiki Takei (10-0, 8 KO), champion poids coqs WBO, bat aux points Daigo Higa (21-3-1, 19 KO).

14/09 : Canelo Alvarez (62-2-2, 39 KO), champion poids super-moyens WBC et WBO, bat aux points Edgar Berlanga (22-1, 17 KO).

21/09 : Daniel Dubois (22-2, 21 KO), bat par KO au 5e round Anthony Joshua (28-4, 25 KO) pour le titre de champion poids lourds IBF.

21/09 : Anthony Cacace (23-1, 8 KO), champion poids super-plumes IBF, conserve son titre aux points contre Josh Warrington (31-4-1, 8 KO).

22/09 : Melvin Jerusalem (23-3, 12 KO), champion poids pailles WBC, bat aux points Luis Castillo (21-1-1, 13 KO).

### Octobre
04/10 : Zhanibek Alimkhanuly (16-0, 11 KO), champion poids moyens IBF, bat par arrêt de l'arbitre au 9e round Andrei Mikhailovich (21-1, 13 KO).

12/10 : Artur Beterbiev (21-0, 20 KO), champion poids mi-lourds WBC, IBF et WBO, bat aux points Dmitrii Bivol (23-1, 12 KO), champion WBA.

12/10 : Jai Opetaia (26-0, 20 KO), champion poids lourds-légers IBF, bat par arrêt de l'arbitre au 6e round Jack Massey (22-3, 12 KO).

12/10 : Sivenathi Nontshinga (13-2, 10 KO), champion poids mi-mouches IBF, perd par arret de l'arbitre au 9e round contre Masamichi Yabuki (17-4, 16 KO).

13/10 : Takuma Inoue (20-2, 5 KO), champion poids coqs WBA, perd aux points contre Seiya Tsutsumi (12-0-2, 8 KO).

13/10 : Shokichi Iwata (14-1, 11 KO) bat par arrêt de l'arbitre au 3e round Jairo Noriega (14-1, 3 KO) pour le titre vacant de champion poids mi-mouches WBO.

13/10 : Kenshiro Teraji (24-1, 15 KO) bat par arrêt de l'arbitre au 11e round Cristofer Rosales (37-7, 22 KO) pour le titre vacant de champion poids mouches WBC.

14/10 : Kosei Tanaka (20-2, 11 KO), champion poids super-mouches WBO perd aux points contre Phumelele Cafu (11-0-3, 8 KO).

14/10 : Junto Nakatani (29-0, 22 KO), champion poids coqs WBC bat par arrêt de l'arbitre au 6e round Tasana Salapat (76-2, 53 KO).

19/10 : Bakhram Murtazaliev (23-0, 17 KO), champion poids super-welters IBF bat par arrêt de l'arbitre au 3e round Tim Tszyu (24-2, 17 KO).

19/10 : William Scull (23-0, 9 KO) bat aux points Vladimir Shishkin (16-1, 10 KO) pour le gain du titre vacant de champion poids super-moyens IBF.

### Novembre
02/11 : Robson Conceicao (19-3-1, 9 KO), champion poids super-plumes WBC, perd aux points contre O'Shaquie Foster (23-3, 12 KO).

09/11 : Jaron Ennis (33-0, 29 KO), champion poids welters IBF bat aux points Karen Chukhadzhian (24-3, 13 KO).

09/11 : Jesse Rodríguez Franco (21-0, 14 KO), champion poids super-mouches WBC bat par arrêt de l'arbitre au 3e round Pedro Guevara (42-5-1, 22 KO).

16/11 : Oscar Collazo (11-0, 8 KO), champion poids pailles WBO, bat par arrêt de l'arbitre au 7e round Knockout CP Freshmart (25-1, 9 KO).

16/11 : Gilberto Ramirez (47-1, 30 KO), champion poids lourds-légers WBO, bat aux points Chris Billam-Smith (20-2, 13 KO).

### Décembre
07/12 : Liam Paro (25-1, 15 KO), champion poids super-légers IBF, perd aux points contre Richardson Hitchins (19-0, 7 KO).

07/12 : Emanuel Navarrete (39-2-1, 32 KO), champion poids super-plumes WBO, bat par KO au 6e round Oscar Valdez (32-3, 24 KO).

07/12 : Rafael Espinoza (26-0, 22 KO), champion poids plumes WBO, bat par arrêt de l’arbitre au 6e round Robeisy Ramírez (14-3, 9 KO).

15/12 : Ryosuke Nishida (10-0, 2 KO), champion poids coqs IBF, bat par KO au 7e round Anuchai Donsua (16-1, 7 KO).

19/12 : Erick Rosa (8-0, 2 KO) bat aux points Neider Valdez Aguilar (14-2-2, 11 KO) et remporte le titre vacant de champion poids mi-mouches WBA.

21/12 : Oleksandr Usyk (23-0, 14 KO), champion poids lourds WBC et WBO, bat aux points Tyson Fury (34-2-1, 24 KO).

26/12 : Panya Pradabsri (44-2, 27 KO) bat aux points Carlos Canizales (27-3-1, 19 KO) pour le titre vacant de champion poids mi-mouches WBC.

## Boxe amateur
- Du 27 juillet au 10 août : compétitions de boxe aux Jeux olympiques de Paris.

## Principaux décès
Liste des boxeurs morts en 2024
- 11 mars : Emilio Correa, boxeur cubain champion olympique poids welters aux Jeux de Munich de 1972, 70 ans[1].
- 23 avril : Francisco Rodríguez, boxeur vénézuélien champion olympique poids mi-mouches aux Jeux de Mexico de 1968, 78 ans[2].
- 29 avril : Dingaan Thobela, boxeur sud-africain champion du monde des poids légers WBO en 1991, WBA en 1993 et champion du monde des poids super-moyens WBC en 2000, 57 ans[3].
- 29 mai : Manfred Wolke, boxeur alemand champion olympique poids welters aux Jeux de Mexico de 1968, 81 ans[4].
- 15 juin : Enrique Pinder, boxeur panaméen champion du monde des poids coqs WBA et WBC en 1972, 65 ans[5].
- 22 juillet : Richie Sandoval, boxeur américain champion du monde des poids coqs WBA en 1984, 63 ans[6].
- 2 décembre : Israel Vázquez, boxeur méxicain champion du monde IBF et WBC des poids super-coqs en 2004 et 2005[7],[8].
- 20 décembre : Thierry Jacob, boxeur français champion du monde WBC des poids super-coqs en 1992, 59 ans[9].

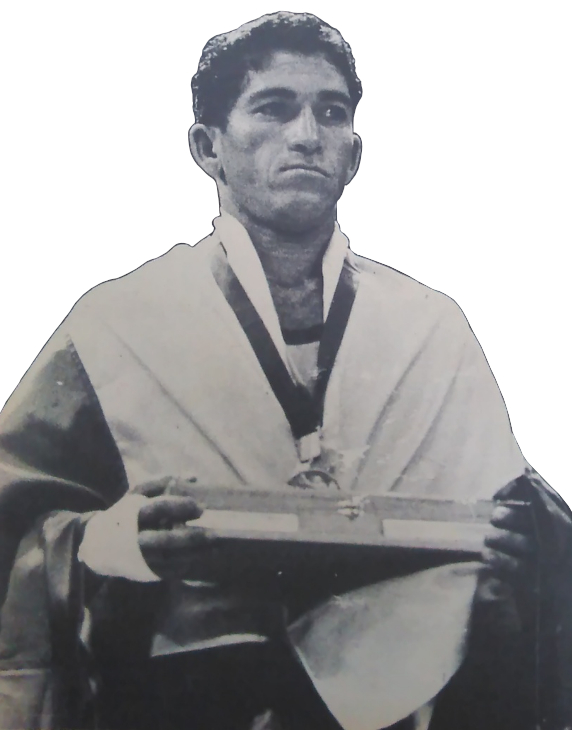
Francisco Rodríguez en 1968
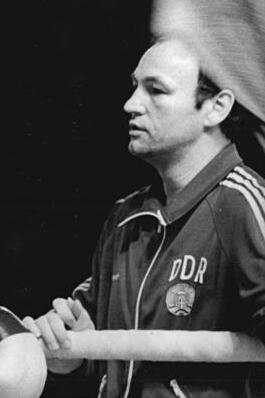
Manfred Wolke en 1983